# ［5］螺烯
[5]螺烯是一种有机化合物，为螺烯的一种，化学式为C22H14。它可由二乙烯基BINOL在第二代格拉布催化剂的催化下反应制得：
它和碘在甲苯中光照，可以得到苯并[ghi]苝。